# Norra Tväsjön
Norra Tväsjön är en sjö i Jönköpings kommun och Vaggeryds kommun i Småland och ingår i Motala ströms huvudavrinningsområde. Sjön är 5,6 meter djup, har en yta på 0,0766 kvadratkilometer och befinner sig 265 meter över havet. Sjön avvattnas av vattendraget Tabergsån.

## Delavrinningsområde
Norra Tväsjön ingår i det delavrinningsområde (638872-139282) som SMHI kallar för Inloppet i Vederydssjön. Medelhöjden är 263 meter över havet och ytan är 29,47 kvadratkilometer. Det finns inga delavrinningsområden uppströms utan avrinningsområdet är högsta punkten. Tabergsån som avvattnar avrinningsområdet har biflödesordning 2, vilket innebär att vattnet flödar genom totalt 2 vattendrag innan det når havet efter 241 kilometer. Delavrinningsområdet består mestadels av skog (64 procent) och sankmarker (28 procent). Avrinningsområdet har 0,08 kvadratkilometer vattenytor vilket ger det en sjöprocent på 0,3 procent.